# Centre International de Justice pour les Palestiniens
Centre international de justice pour les Palestiniens ou CIJP est un groupe d’avocats, d’universitaires et de politiciens qui fait des déclarations publiques et organise des actions juridiques en lien avec les droits humains des Palestiniens,,. Le centre soutient et aide à coordonner les efforts juridiques dans plusieurs juridictions, y compris au Moyen-Orient, au Royaume-Uni, dans l'Union européenne, au Canada et aux États-Unis.

## Objectifs
Le Centre international de justice pour les Palestiniens décrit ses objectifs comme le soutien aux droits humains des Palestiniens.

## Direction et membres
En mai 2024, Tayab Ali était le directeur du CIJP. Les membres du CIJP sont des avocats, des universitaires et des politiciens.
En octobre et novembre 2023, le CIJP a soumis une analyse juridique au parlement du Royaume-Uni, fournissant des conseils sur les relations du Royaume-Uni avec le Moyen-Orient et l'Afrique du Nord concernant l'occupation israélienne des territoires palestiniens et la proposition de solution à deux États.
En novembre 2023, le CIJP a déclaré aux responsables du gouvernement canadien qu’il déposerait des plaintes contre des politiciens canadiens impliqués dans des crimes de guerre commis par des Israéliens pendant la guerre à Gaza. Le CIJP a fait référence aux obligations du Canada au titre de l’article 25(3)(c) et (d) du Statut de Rome de ne pas aider ou encourager la commission de crimes de guerre, ainsi qu’aux enquêtes et poursuites possibles par la Cour pénale internationale ou en vertu de la juridiction universelle.
En avril 2024, le CIJP a déclaré que si des preuves démontraient que le drone Elbit Hermes 450 responsable de l’attaque contre le convoi humanitaire de World Central Kitchen avait été produites au Royaume-Uni, cela renforcerait la pression pour mettre fin aux ventes d’armes britanniques à Israël.
En mai 2024, le CIJP a déclaré que l’interdiction d’entrée dans les pays de l’espace Schengen, y compris l’Allemagne et la France, du recteur de l’Université de Glasgow, Ghassan Abu Sitta, constituait une violation de la liberté d’expression. Le CIJP a précisé qu’il demandait à des avocats en France et en Allemagne d’agir contre cette interdiction.